# تاتيانا موخين
تاتيانا موخين ‏ (6 يناير 1922 - ) ممثلة مصرية من أصل روسي.

## روابط خارجية
- تاتيانا موخين على موقع IMDb (الإنجليزية)
- تاتيانا موخين على موقع ألو سيني (الفرنسية)
- تاتيانا موخين على موقع أول موفي (الإنجليزية)
- تاتيانا موخين على موقع قاعدة بيانات الأفلام السويدية (السويدية)
- تاتيانا موخين على موقع قاعدة بيانات الفيلم (الإنجليزية)
- تاتيانا موخين على موقع كينوبويسك (الروسية)